# Etelinda di Northeim

Stemma della Contea di Northeim

Etelinda di Northeim (1050/1060 – dopo 1075) è stata una nobildonna tedesca, figlia di Ottone di Northeim e moglie di Guelfo d'Este, duca di Baviera, e quindi di Ermanno di Calvelage.

## Biografia
Etelinda era la figlia maggiore di Ottone di Northeim, duca di Baviera (r. 1060-1070), della stirpe dei conti di Northeim, e di sua moglie Richenza di Svevia. 
Nel 1062, all'età di dodici anni, Etelinda sposò Guelfo d'Este, duca di Baviera, figlio di Alberto Azzo II d'Este, margravio di Milano e di sua moglie Cunegonda di Altdorf. Nel 1070, il padre di Eelinda, Ottone, fu accusato di essere parte di un complotto per omicidio di Enrico IV e fu privato del ducato di Baviera. Alberto Azzo respinse Etelinda e la rimandò a suo padre, che successe come duca di Baviera. Sia Etelinda che Alberto Azzo sposarono altre persone, ma non è chiaro su quali basi il loro matrimonio sia stato sciolto.
Prima o dopo il 1070, Etelinda si sposò per la seconda volta, con Ermanno I, conte di Calvelage. La coppia ebbe un figlio, Ermanno II di Calvelage (1075-1144).

## Ascendenza
|                      |                    |                         | Genitori              |  |  | Nonni |  |  | Bisnonni             |  |  | Trisnonni |  |
|                      |                    |                         |                       |  |  |       |  |  | Sigfrido di Nordheim |  |  | …         |  |
|                      |                    |                         |                       |  |  |       |  |  | Sigfrido di Nordheim |  |  | …         |  |
|                      |                    | …                       |                       |  |  |       |  |  | Sigfrido di Nordheim |  |  |           |  |
| Bernardo di Nordheim |                    |                         |                       |  |  |       |  |  | Sigfrido di Nordheim |  |  |           |  |
|                      |                    | Matilde di Katlenburg   | …                     |  |  |       |  |  |                      |  |  |           |  |
|                      |                    | Matilde di Katlenburg   | …                     |  |  |       |  |  |                      |  |  |           |  |
|                      |                    | Matilde di Katlenburg   | …                     |  |  |       |  |  |                      |  |  |           |  |
| Ottone di Northeim   |                    | Matilde di Katlenburg   |                       |  |  |       |  |  |                      |  |  |           |  |
|                      |                    | …                       | …                     |  |  |       |  |  |                      |  |  |           |  |
|                      |                    | …                       | …                     |  |  |       |  |  |                      |  |  |           |  |
|                      |                    | …                       | …                     |  |  |       |  |  |                      |  |  |           |  |
| Eilika               |                    | …                       |                       |  |  |       |  |  |                      |  |  |           |  |
|                      |                    | …                       | …                     |  |  |       |  |  |                      |  |  |           |  |
|                      |                    | …                       | …                     |  |  |       |  |  |                      |  |  |           |  |
|                      |                    | …                       | …                     |  |  |       |  |  |                      |  |  |           |  |
| Etelinda di Northeim |                    | …                       |                       |  |  |       |  |  |                      |  |  |           |  |
|                      | Azzo di Lotaringia | Ermanno I di Lotaringia |                       |  |  |       |  |  |                      |  |  |           |  |
|                      | Azzo di Lotaringia | Ermanno I di Lotaringia |                       |  |  |       |  |  |                      |  |  |           |  |
|                      | Azzo di Lotaringia | Elvige di Dillingen     |                       |  |  |       |  |  |                      |  |  |           |  |
| Ottone II di Svevia  | Azzo di Lotaringia |                         |                       |  |  |       |  |  |                      |  |  |           |  |
|                      |                    | Matilde di Germania     | Ottone II di Sassonia |  |  |       |  |  |                      |  |  |           |  |
|                      |                    | Matilde di Germania     | Ottone II di Sassonia |  |  |       |  |  |                      |  |  |           |  |
|                      |                    | Matilde di Germania     | Teofano Scleraina     |  |  |       |  |  |                      |  |  |           |  |
| Richenza di Svevia   |                    | Matilde di Germania     |                       |  |  |       |  |  |                      |  |  |           |  |
|                      |                    | Ugo IV di Nordgau       | Ugo II di Nordgau     |  |  |       |  |  |                      |  |  |           |  |
|                      |                    | Ugo IV di Nordgau       | Ugo II di Nordgau     |  |  |       |  |  |                      |  |  |           |  |
|                      |                    | Ugo IV di Nordgau       | …                     |  |  |       |  |  |                      |  |  |           |  |
| Edvige di Nordgau    |                    | Ugo IV di Nordgau       |                       |  |  |       |  |  |                      |  |  |           |  |
|                      |                    | Edvige di Dabo          | Luigi di Dabo         |  |  |       |  |  |                      |  |  |           |  |
|                      |                    | Edvige di Dabo          | Luigi di Dabo         |  |  |       |  |  |                      |  |  |           |  |
|                      |                    | Edvige di Dabo          | Giuditta di Oehningen |  |  |       |  |  |                      |  |  |           |  |
|                      |                    | Edvige di Dabo          |                       |  |  |       |  |  |                      |  |  |           |  |